# Vaderlimulus
Vaderlimulus — рід мечохвостів. Вид V. tricki жив в оленекському віці тріасовому періоді приблизно 245 мільйонів років тому в Айдахо, Північна Америка. Рід був названий на честь персонажа «Зоряних воєн» Дарта Вейдера через великий головний щит тварини, схожий на шолом Дарта Вейдера. Видовий епітет «tricki» названий на честь Тріка Раніонса, який відкрив V. tricki. Довжина Вадерлімула становила 10 сантиметрів.
Це був член родини Austrolimulidae, тобто Vaderlimulus tricki жив у океанах тріасового періоду, але, можливо, також забрідав у прісні води. V. tricki, найімовірніше, населяв берегові лінії західної Північної Америки, штат Айдахо, де стикаються солона вода та прісна вода.